# My Gym World
My Gym World Limited，簡稱My Gym World，在2014年，由多名投資者於香港（當時總部）成立「My Gym World Development Centre」。
當時業務主要經營由外籍老師提供小班教導嬰幼兒的，位於沙田市區連鎖式學前教育中心。
2015年12月12日，香港海關接到7宗舉報，由於收到已預繳學費但不獲提供服務，涉及損失共1.9萬港元，經調查後昨拘捕機構的1男1女負責人，並撿走一批文件證物作進一步調查。若果罪名成立，會入獄5年和50萬港元。